# Авилов, Владимир Васильевич (генерал-майор)
Влади́мир Васи́льевич Ави́лов (1870—1916) — русский генерал-майор.

## Биография
Родился 2 февраля 1870 года в Новгородской губернии.
Образование получил во Втором кадетском корпусе. В службу вступил 31.08.1888. Окончил Михайловское артиллерийское училище (1889). Выпущен подпоручиком (ст. 09.08.1889) в 19-ю артиллерийскую бригаду. Поручик (ст. 10.08.1893). Штабс-капитан (ст. 13.07.1895).
Принимал участие в походе в Китай 1900—1901. Капитан (ст. 13.07.1901). Участник Русско-японской войны.
9 января 1908 года назначен командиром 1-й батареи 7-й Сибирской стрелковой артиллерийской бригады. Подполковник (ст. 09.08.1908). Командующий 1-м дивизионом 12-й Сибирской стрелковой артиллерийской бригады (до 23.08.1914), затем командующий 2-м дивизионом 7-й Сибирской стрелковой артиллерийской бригады.
Участник Первой мировой войны. 26 апреля 1915 года награждён орденом Святого Георгия 4-й степени за то, что «5 ноября 1914 года при штурме укреплённой позиции между озером Бувельно и Тиркло, под действительным ружейным и артиллерийским огнём противника, находясь в положении исключительной опасности на передовом наблюдательном пункте, своим огнём ослабил огонь противоштурмовой артиллерии и пулемётов, чем способствовал охвату атакуемого пункта». Полковник (пр. 03.04.1915, ст. 27.09.1912).
Погиб в бою 22 мая 1916 года. 19 октября 1916 года посмертно пожалован чин генерал-майора (ст. 22.05.1916).

## Награды
- орден Святого Станислава 2-й степени с мечами (1902);
- орден Святой Анны 2-й степени с мечами (1905);
- орден Святого Владимира 4-й степени с мечами и бантом (1905);
- Георгиевское оружие (ВП 21.03.1915);
- орден Святого Георгия 4-й степени (ВП 06.05.1915);
- орден Святого Владимира 3-й степени с мечами (ВП 13.11.1915);
- Высочайшее благоволение (01.12.1915);
- Дарование старшинства в чине полковника с 27.09.1912 (ВП 03.04.1916; на основании приказа по военному ведомству 1915 г. № 681, ст. 4, 5 и 8).